# Beihania montaguei
Beihania montaguei là một loài bướm đêm trong họ Noctuidae.